# 越後方言

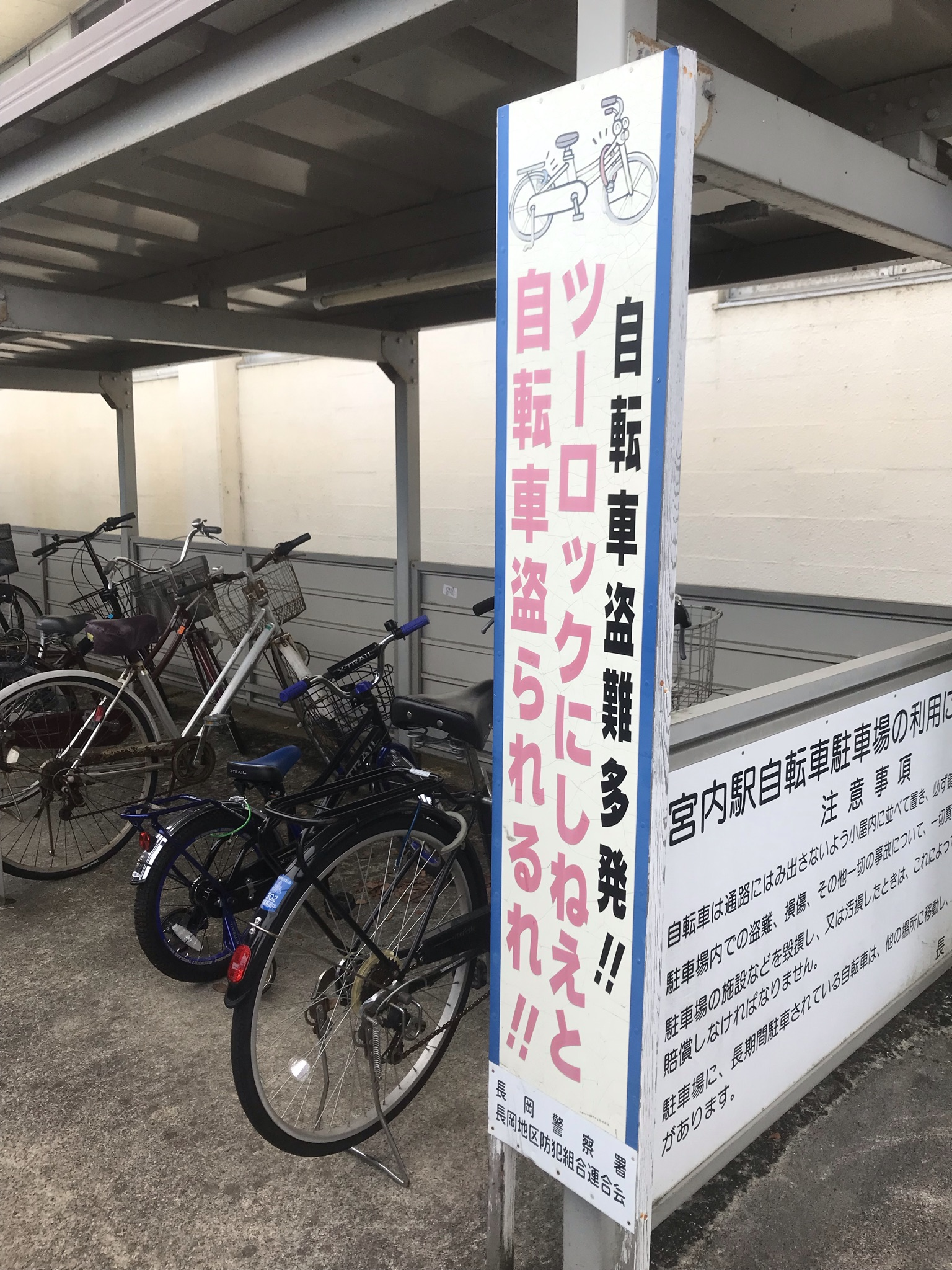
中越方言の例。宮内駅前にて2021年に撮影。

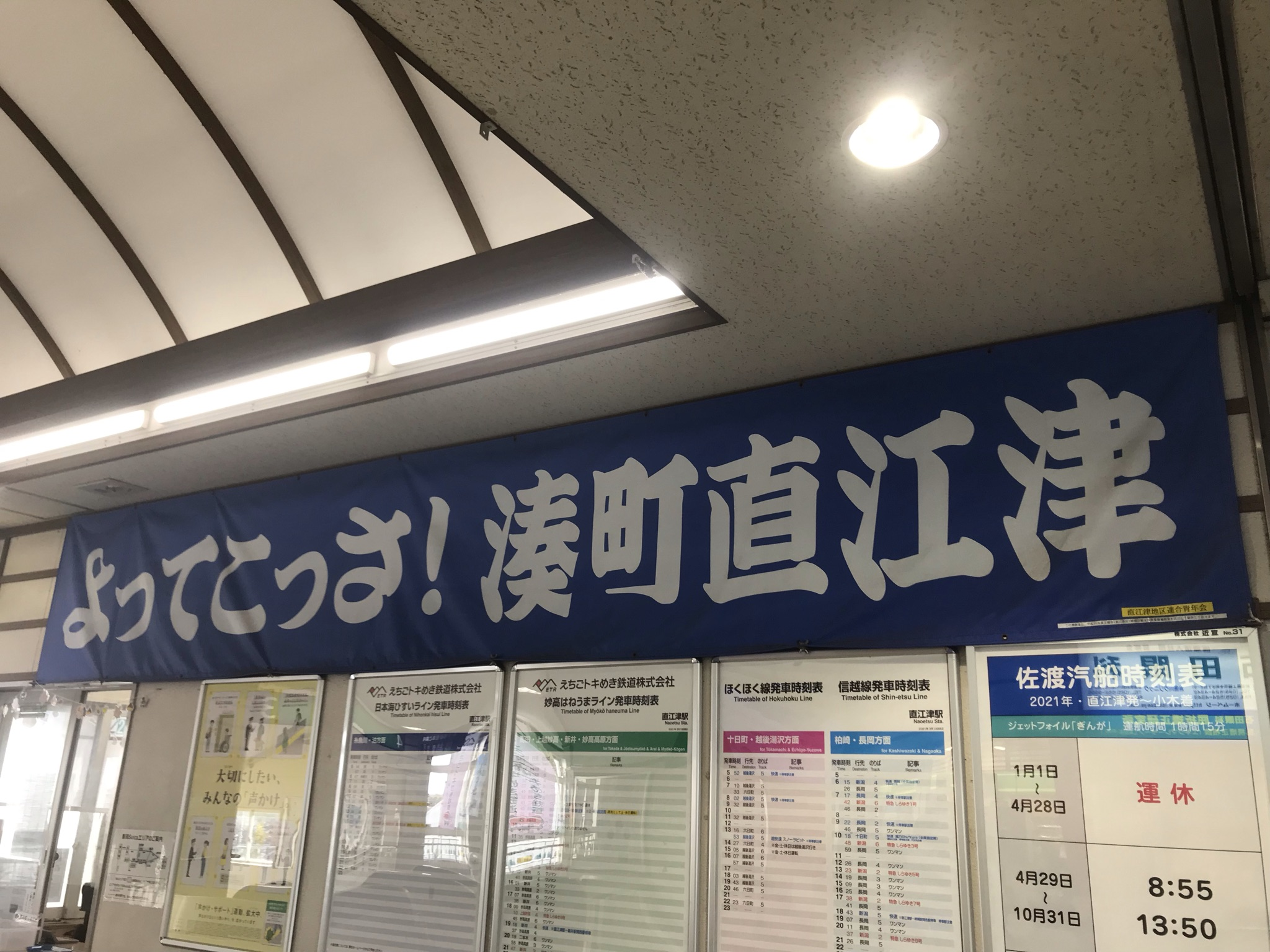
上越方言の例。直江津駅にて2021年に撮影。

越後方言（えちごほうげん）とは、旧越後国すなわち新潟県のうち佐渡島を除いた地域の日本語の方言の総称。ただし方言区画上はこのうち阿賀北地域、東蒲原郡を東北方言に、糸魚川市旧青海町を北陸方言に含め、これらを除いた地域の方言を指す。

## 新潟県の方言区画

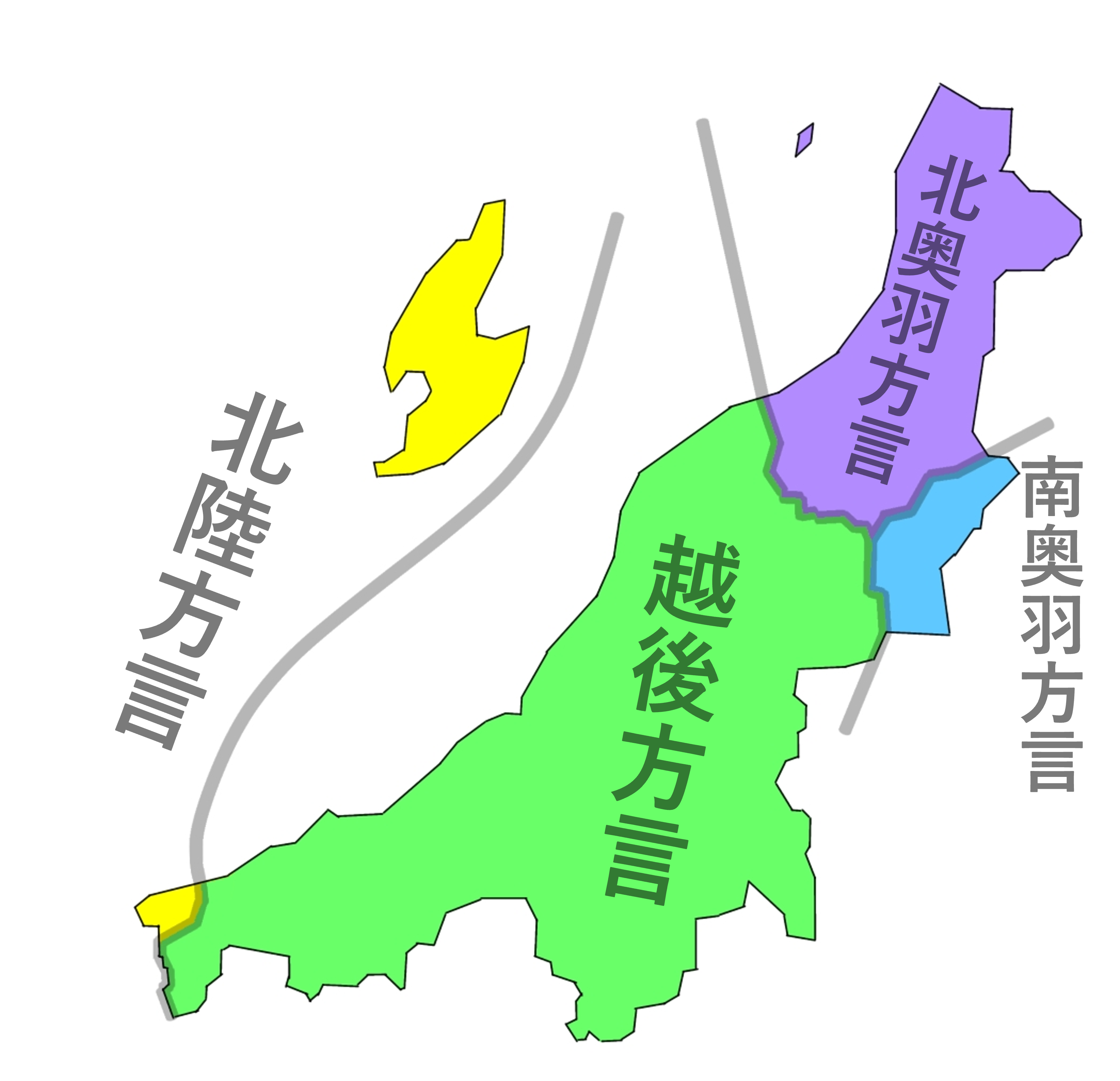
新潟県における方言区画地図。

新潟県は地理的に東北地方・関東地方・中部地方の中間に位置する県である。このような地理的条件に従い、新潟県内でも地域によって方言に異なった特徴が見られる。新潟県に存在する方言は以下のように下位区分される。
1. 北越方言：阿賀北地域および東蒲原郡の方言。さらに岩船北蒲原方言と東蒲原方言とに分けられる。濁音の前の鼻音挿入や、イ段・ウ段の中舌母音化が聞かれ[4]、東北方言に分類される。岩船北蒲原方言は北奥羽方言に、東蒲原方言は南奥羽方言に分類される。
2. 越後方言
  1. 中越方言：新潟市付近および中越地方の方言。名称に「中越」を含むが、その分布は行政区分上の中越地方とは一致しない。
    1. 中越北部方言：新潟市付近および中越地方北部の方言。
    2. 中越南部方言：魚沼地方の方言。「南越方言」とも言う[3]。関東方言色を帯びる。

  2. 上越方言：上越地方の方言。信州方言色を帯びる。
3. 北陸方言
  1. 佐渡方言：佐渡島の方言。
  2. 西端越方言：糸魚川市旧青海町の方言。

以下では北越方言と北陸方言の地域を除いた越後方言について述べる。

## 音韻の特徴
標準語教育の普及、マスメディアの影響などのさまざまな要因により、若年層においては方言的な諸特徴が失われつつあり、とりわけ都市部においてはその傾向が著しい。以下は伝統的な越後方言における主な音韻的特徴である。
1. 中越方言では /イ/ と /エ/ の区別がなく、ともに同じ音（[e̝] のような「イ」と「エ」の中間音）で発音される[5]。
  - [e̝tɕe̝ɡo]（苺、越後）、[ae̝]（アエ、愛・彩・綾）、[hae̝]（ハエ、はい・灰・蠅）は音韻のみでの弁別が出来ず、文脈で判断するほかない。
2. 中越方言では、連母音「アウ」に由来する開音/オァー/ [ɔː] と、連母音「オウ」に由来する合音/オー/ [oː] の区別がある[6][7]。
  - [tɔːdʑi]（湯治）― [toːdʑi]（冬至）
3. 中越方言では連母音「アイ」が融合して/エァー/（[ɛː]または[æː]）となり、/エー/とは区別される。そのため、長岡市などでは/i/・/e/・/ɛ/・/a/・/ɔ/・/o/・/u/の7母音体系を持つ。
  - [dɛːkoɴ]（大根）
4. 中越方言では、鼻濁音の発音は行われない[注釈 1][8][9]。
  - [aɡo]（あご）
5. 合拗音 /kwa/，/gwa/ を持つ[8][10]。
  - [kwadʑi]（火事） ― [kadʑi]（家事）
6. ダ行音がラ行音に発音される傾向がある。東京方言の「-ダ」に相当するコピュラは「-ラ」で現れる[11]。[d] 音が弱化して [ɾ] 音になったものと見られる。
  - ダメラ（だめだ）、コッラ（これだ） ただし、撥音の後では[d]音が保たれる。
  - アンニャノコンダロモ (兄さんのことだけど)
7. 中越方言ではラ行音節からの母音の脱落や[ɾ]音の弱化が見られる。
  - [oɾe]/[oɾa]（私） > [onːo]（私の）
  - [koɾe]（これ） > [kolːa]（これだ）
  - [soɾe]（それ） > [soiga(ka)]（そうなのか）
  - [ɕiɾɯ]/[ɕɯː]（する）
8. アクセントは糸魚川市を除いて外輪東京式アクセントである。糸魚川市では旧青海町を除いて中輪東京式アクセントである。

## 文法の特徴

### 体言
1. 中越方言を中心に対格「を」が「コト」で現れる[12]。
  - ホンコト ヨム（本を読む）
2. 方向を表す助詞は「エ」が一般的である[12]。
3. 形式名詞（準体助詞）として、中越北部方言・西越方言で「ガ」などが見られる[13]。
  - イクガカ（行くのか）

### 活用
1. 魚沼地域を除いた中越方言では、ア・ワ行五段動詞および形容詞の連用形において、ウ音便を持つ。なお、上越方言と中越魚沼方言では、促音便となる。古い時代には越後全域が関東と同じくワ行促音便・形容詞非音便だったのが、海上交通の発達により中世末以降に沿岸部に関西式のウ音便が進出し、その後江戸語の影響が強まって上越では関東式に変わったと考えられている[14]。
  - コータ/コァータ（買った），ヨーナル（よくなる）
  - カータ（買った；西端越方言）
2. 中越方言では仮定形と命令形が同じ形を取る。上一段・下一段活用では命令形の語末が「-レ」となる[15]。
  - ミレ（見ろ），ネレ（寝ろ）

### 用言の文法的な形
1. 尊敬形に「-ナサル，-ナル」がある[16]。命令形は「-ナセ」。また、中越方言を中心に「-ラッル」などの形も見られる[17]。
  - ドゴ イギナサル ガネ。（どこに行かれるのかい。）
  - ハヨ イギナセ。（早く行きなさい。）
2. 推量表現「-ロー」がある[18]。中越方言では「-ロァー」。活用語に直接付く。
  - クルロー/クルロァー。（来るだろう。）

### 接続形式
1. 理由を表す助詞に「-スケ」があるが、これは近畿方言の「-サカイ」と同源である[19]。
  - サーミスケ ドゴニモ イギトネ。（寒いからどこにも行きたくない。）
2. 逆接の助詞として「-ロモ/-ドモ」がある[20]。
  - ヤメレ ユータロモ キカネアンサ。（やめろと言ったんだけど聞かないんだよ）

## 比較表
| アクセント       | 垂井式             | 中輪東京式     | 外輪東京式          | 外輪東京式             | 外輪東京式                    | 外輪東京式                    | 北奥羽式（外輪東京式の変種）              | 北奥羽式（外輪東京式の変種） |                      |                      |
| イとエの区別     | 不明（求情報提供） | 〇             | 〇                  | ×                      | ×                             | ×                             | ×                                         | ×                            | ×                    |                      |
| イ段ウ段中舌母音 | （不明）           | ×              | ×                   | ×                      | ×                             | ×                             | ○                                         | ○                            |                      |                      |
| 四つ仮名区別     | 二つ仮名弁         | 二つ仮名弁     | 二つ仮名弁          | 二つ仮名弁             | 二つ仮名弁                    | 二つ仮名弁                    | 一つ仮名弁（ズーズー弁）                  | 一つ仮名弁（ズーズー弁）     |                      |                      |
| 鼻濁音の発音     | ○                  | ○              | ×                   | ×                      | ×                             | ×                             | ○                                         | ○                            |                      |                      |
| 否定             | ×…ん               | ×…ん           | …なえ、…ない、…ん   | …ない、…ねぇ、…ね、…ん | …ない、…ねぇ、…ね、…ん        | …ない、…ねぇ、…ね、…ん        | …ない、…ねぇ、…ね、…ん                    | …ない、…ねぇ、…ね、…ん       |                      |                      |
| 過去否定         | …んかった          | …んかった      | …んかった           | …なかった              | …んかった、…ねあんだ、…なんだ | …んかった、…ねあんだ、…なんだ | …ねかった、…なかった                      | …ねかった、…なかった         | …ねかった、…なかった | …ねかった、…なかった |
| 居る             | おる               | おる           | いる                | いる                   | いる                          | いる                          | いる                                      | いる                         |                      |                      |
| 買った           | カアタ、カッタ     | カアタ、カッタ | カッタ              | カッタ                 | コァータ、カッタ              | コータ、カッタ                | コータ、カッタ                            | カッタ                       |                      |                      |
| 高くなる         | タカナル           | タカナル       | タカクナル          | タカクナル             | タカクナル、ターコナル        | タカクナル、ターコナル        | タカクナル、タコーナル、タゴーナル        | タカクナル、タガクナル       |                      |                      |
| 推量             | …だろ              | …だろ          | …だろ               | …だろ、…ろー、…べー    | …だろ、…ろー                  | …だろ、…らろ、…ろー           | …だろ、…ろー、…ろ                         | …だろ、…べ、…べぇー          |                      |                      |
| 勧誘             | …まいか            | …まいか        | …うか               | …うか                  | …うか                         | …うか                         | …（う）か、…ねぇか                        | …うか、…べぇか               |                      |                      |
| 理由             | （不明）           | …そえ、…で     | …すけ、…から、…んで | …すけに、…から、…んで  | …すけ、…っけ、…すけに、…から  | …すけ、…っけ、…すけに、…から  | …すけぇー、…しけぇー、…から、…しげ、…すげ | …から、…がら                 |                      |                      |
| 見ろ(命令)       | みろ、みよ         | みろ、みよ     | みろ、みれ          | みろ、みれ             | みれ                          | みれ                          | みれ                                      | みろ                         |                      |                      |